# Monumento Natural Municipal da Lagoa do Peri
O Monumento Natural Municipal da Lagoa do Peri (MONA da Lagoa do Peri) é uma unidade de conservação municipal em Florianópolis.
O Monumento foi criado através da Lei Municipal nº 10.530 de 2019, a qual também revogou a lei municipal nº 1.828, de 1981, e o Decreto Municipal nº 91, de 1982, que instituiam o antigo Parque Municipal da Lagoa do Peri. 
É classificada como Unidade de Conservação de Proteção Integral sob a categoria de Monumento Natural dentro do SNUC. Conta com três trilhas ecológicas, que podem ser visitadas com acompanhamento de profissionais cadastrados, por meio das quais pode-se conhecer córregos, praias, sítios históricos, cachoeiras, além da rica flora e fauna local.

## Valor ecológico

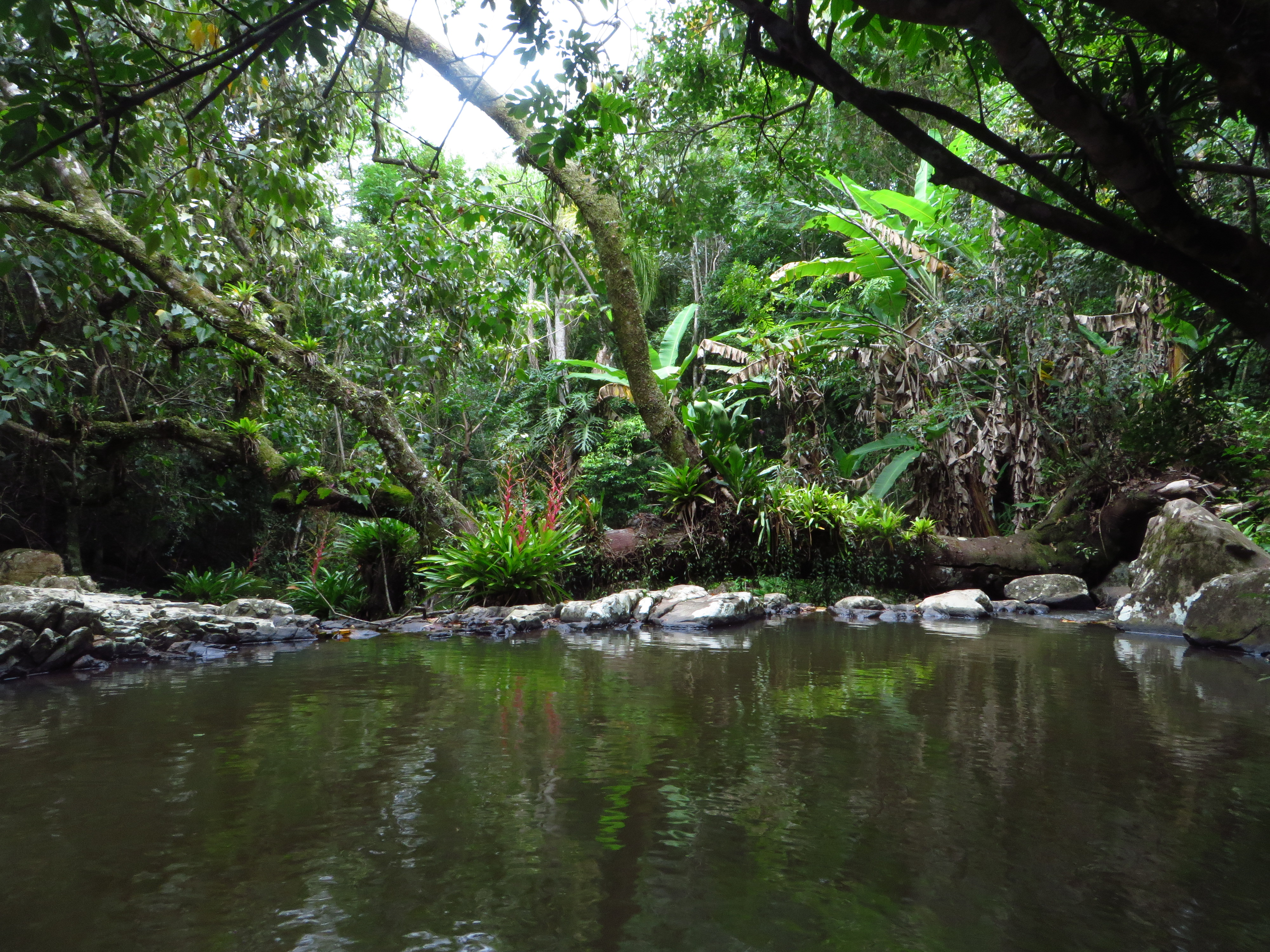
O Ribeirão do Peri na altura da Cachoeira do Peri

Com área de 4.274,45 hectares, está inserido em um dos últimos remanescentes de Mata Atlântica, e abriga a maior lagoa de água doce da costa catarinense, a Lagoa do Peri, com cinco quilômetros quadrados de espelho d'água.
Mauro Manoel da Costa, em sua busca pelos últimos fragmentos de floresta primária descreve as florestas das encostas da Lagoa do Peri da seguinte forma: 

"... lá no sul, na mágica Lagoa do Peri, há um teto de floresta com predominância de canelas-pretas, um fragmento onde canelas centenárias dominam o dossel, algumas com mais de trezentos anos, ou seja, estão lá antes da chegada do açoriano e talvez antes do bravio Dias Velho. Nesta região não há uma passagem radical da floresta sem desmatamento seletivo para a com desmatamento seletivo intenso, mas um gradiente sutil, entre a mata primitiva e a com desmatamento seletivo intenso encontramos aquela com um desmatamento brando, onde existem algumas árvores de valor econômico em pé. Foi com muita alegria e gratidão que nós quatro celebramos o fato de podermos, enfim, penetrarmos uma sombra de mata com características e estrutura primitiva, a floresta ancestral dos nossos sonhos. Canelas que tocam ou quase tocam suas copas entre si. Não só haviam canelas-pretas dignas de nota por seu porte, mas outras árvores magníficas de outras espécies, como peroba, óleo, bicuíva, baguaçu, figueira, guaraparim, licurana, cedro e garapuvú. Um sonho, a floresta dos sonhos, sentindo sua energia com a consciência do seu significado, um êxtase consciente." 